# Jaroslavas Citavičius
Jaroslavas Citavičius (ur. 22 marca 1907, zm. 2 marca 1972) – litewski piłkarz, grający podczas kariery na pozycji napastnika. Jeden z najlepszych strzelców w historii reprezentacji Litwy.

## Kariera klubowa
Całą karierę spędził w klubie z Kowna, SS Kovas Kaunas. W 1926 i 1933 roku z tym klubem został mistrzem Litwy.

## Kariera reprezentacyjna
W reprezentacji Litwy zadebiutował w 1926. W 1933 rozegrał ostatni mecz w tejże reprezentacji. Podczas siedmiu lat grania w reprezentacji Citavičius rozegrał 24 mecze w których strzelił 8 goli. Jest jednym z najlepszych strzelców w historii reprezentacji Litwy.